# Jumby Bay
Jumby Bay är en vik i Antigua och Barbuda.   Den ligger i parishen Parish of Saint George, i den norra delen av landet, 9 kilometer öster om huvudstaden Saint John's.